# Erioptera subsessilis
Erioptera subsessilis är en tvåvingeart som beskrevs av Alexander 1924. Erioptera subsessilis ingår i släktet Erioptera och familjen småharkrankar.
Artens utbredningsområde är Taiwan. Inga underarter finns listade i Catalogue of Life.